# Trenta-vuit
El trenta-vuit o trenta-huit és un nombre natural que segueix el trenta-set i precedeix el trenta-nou S'escriu 38 en xifres àrabs, XXXVIII en les romanes i 三十八 en les xineses.
Ocurrències del trenta-vuit:
- És el nombre atòmic de l'estronci.
- Es pronuncia de manera semblant a "efeminat" en xinès.
- El nombre d'espais en la ruleta americana.
- Arnold Schwarzenegger és el governador 38è de Califòrnia.
- Designa l'any 38 i el 38 aC.
- Si s'escriuen els nombres en xifres romanes, i s'ordenen alfabèticament, el darrer és el 38, XXXVIII